# グレープ (ユニット)
グレープは、さだまさしと吉田正美による日本のフォークデュオ。
1972年結成、1976年解散。
解散から15周年の1991年に一時的に再結成した時には、解散から年月が経ってしまったことを示す洒落心から、「レーズン」の名を用いた。
2003年以降にも、さだのコンサートに吉田政美（当時の吉田正美）がゲストとして招かれ、しばしば二人で歌を披露している。

## メンバー
| 人名       | 担当                         |
| ---------- | ---------------------------- |
| さだまさし | ボーカル ギター ヴァイオリン |
| 吉田正美   | ギター                       |

## 概要

### 結成からデビューまで
さだまさしと吉田正美（現・政美）の二人は1969年、当時高校2年生のときに共通の友人の紹介で知り合った。当時さだはアマチュア・バンド「フライング・ファンタジー」のリーダーであり、吉田はアマチュア・バンド「レディ・バーズ」のリーダーであった。翌1970年の春にさだ、吉田ともうひとりのメンバー3人でヤマハ・ライト・ミュージック・コンテスト（現ヤマハポピュラーソングコンテスト）に応募するが予選落ちしている。さだと吉田はその後も他にメンバーを集めてバンド活動を行っているが、プロになることは考えていなかったという。さだは國學院高等学校を卒業後、國學院大學・法学部に入学。在学中、大学にはほとんど行かず数々のアルバイトをしながらアマチュア・バンド活動の生活を送るが、肝炎を患ったことをきっかけに1972年10月初旬長崎に帰郷し大学を中退する。同年10月28日、吉田が東京から長崎にいるさだを訪ね、そのままさだ家に住むこととなった。その際、吉田は仕事を無断退職して失踪状態で長崎にやって来たことから、さだは吉田を叱責して東京に帰るよう諭すつもりでいたが、彼の姿を見て咄嗟に「おい! よく来たなあ」と言ってしまったため叱責することが出来なくなったという。以後二人は意気投合し同年11月3日、デュオバンドを結成する。ただし、実情は「とりあえず」二人だけでやるという結成であった。コンサートの開催を考えコンサートの興業団体に掛け合うが、いずれの団体とも話はつかず、結局はファースト・コンサートを自主開催することとなった。コンサート開催に際してグループ名が必要になったため、吉田政美が楽譜のトレードマークにしていた"Grape"でどうかとさだに提案。さだは「ああ、そうしよう」と答え、1分でグループ名が決まったという。のちに「グレープ」の名で全国に知られるようになるが、さだはデュオの正式表記は"Grape"であるとしている。
初めてのコンサートを前にグレープは、島原市の著名人でさだの父親の友人でもあった宮崎康平を訪ねた。その際グレープは宮崎に後、『わすれもの』に収録される歌「紫陽花の詩」を披露している。これを聴いた宮崎は「これは面白い。このような歌は今まで聴いたことがない。」と感心し、懇意にしている長崎放送の吉田昭平と武縄潔にグレープを紹介する。また長崎新聞社の学芸部・宮川密義にも紹介する。宮川は二人を面接して歌を聴きヒット性を予見、長崎新聞のヤング欄に写真入りでグレープを紹介し、ファースト・コンサートの案内を記載した。しかし11月25日、NBCビデオホールにおける初めてのコンサートは定員304席のところ250人程度の聴衆しか集まらず、さだの弟の繁理が通りすがりの人を無理にでも引き込むようなこともあったという（さだはこのことをして「キャバレー方式」と呼んだ）。宮崎康平より依頼を受けた長崎放送ラジオのディレクター吉田昭平がこのファーストコンサートに臨席したことからラジオ出演へとつながる。のちにグレープはローカル番組「テレビ・ニュータウン」のレギュラーに起用される。やがて音楽プロデューサー川又明博によってスカウトされ、1973年10月25日に「雪の朝」でワーナー・パイオニア（現ワーナーミュージック・ジャパン）より全国デビューした。所属プロダクションはユイ音楽工房、ヤングジャパングループなどを当たるが不採用となり、最終的にはザ・バードコーポレーションからの採用を受け、デビューに至った。

### 人気フォークデュオに
デビュー曲「雪の朝」は8000枚しか売れず、友人らがレコードを買い込んで知り合いに無理に買わせるといった状況であったという。1974年4月25日に第2作目のシングル「精霊流し」を発表するが、まだ無名のフォークデュオであったため、当初の売り上げは芳しくないものだった。しかし、東海ラジオの深夜番組『ミッドナイト東海』の中で、アナウンサーの蟹江篤子が担当の曜日で毎週のように流し続けた。これが助力となって、放送エリアの名古屋地区のみならず全国的なヒットとなり、この年の第16回日本レコード大賞作詩賞を受賞することとなった。
1974年10月25日に3枚目の「追伸」をリリース。4枚目の「ほおずき」（1975年3月25日リリース）は二人が考えていたほどのヒットには至らず、5枚目の「朝刊」（1975年8月25日リリース）は、それまでの暗いイメージの払拭を狙ってのリリースであったが、彼らが考えていたほどのヒットにはならなかった。しかしクラフトのセカンド・シングルのために提供した「僕にまかせてください」（1975年4月10日リリース）は大ヒットし、さだはソングライターとしての手腕を発揮している。また「朝刊」の制作時に議論の末、リリース先送りになった楽曲が、後にクラフトがヒットさせた「さよならコンサート」（サード・シングル。1975年11月25日リリース）である。1975年11月25日、6枚目にしてグレープ名義ではラスト・シングルとなる「無縁坂」をリリースし、「精霊流し」以来の大ヒットとなる。さらに、アルバム『コミュニケーション』に収録された「縁切寺」は収録曲の中でもとりわけ人気を博し、グレープ解散後の1976年8月21日にはバンバンがシングルとしてカヴァー・リリースし、ヒットさせている。
今ではフォークデュオとして記憶されているが、後にさだまさしが語るには「ロックをやりたかった」のだと言う。さだのヴァイオリンと吉田のジャズ・ギターを活かしたサウンドを目指していたらしい。確かに無国籍な印象のあるデビュー曲「雪の朝」や「精霊流し」のB面に収録されたフレンチ・ポップス風の「哀しみの白い影」など、いわゆるフォークの枠に収まらない楽曲も多い。また、セカンド・アルバム『せせらぎ』収録の「ラウドネス」や『グレープ・ライブ 三年坂』に収録されている吉田の「バンコ」、さだの「第一印象」といった楽曲は明らかにフォークソングではなく、彼らが本当にやりたかった音楽の片鱗がうかがえる。
なお、さだは後年「男性二人のデュオは当たらないという当時のジンクスを自分たちが打ち破った」と語っているものの、前例として1969年デビューのビリーバンバンや、1973年3月デビューのあのねのねなどがある。

### 解散
1975年ごろからさだは再び肝炎を患いプロデューサーに1年間の休養を打診したが、「聴衆から忘れられる」という理由で断られている。また世間的には「精霊流し」のヒットにより、精霊流し＝暗い＝グレープというイメージがつき、さらに「精霊流し」と同傾向の「無縁坂」がヒット曲となった。さらに、雰囲気を変えるために出された「朝刊」が思うようにヒットしなかったことや、「精霊流し」「無縁坂」と同傾向のアルバム曲「縁切寺」が好評を博したことなどが重なってしまい、自分たちのやりたい音楽と受け手との齟齬（そご）を感じるようになった。このような経緯から1976年春にグレープは解散に至った。なお、さだは解散コンサートにて解散の理由を「精霊流し、無縁坂、縁切寺ときたらあとは墓場しかない」と述べている。
なお、解散時期については、1976年3月とする資料と、4月に解散コンサートを長崎県で行ったとする資料があり、さだまさしの公式WEBサイトでは「3月」となっていた（現在は修正済み）が、後にさだ企画社長の佐田繁理（さだの実弟）が当時の所属事務所であるバードコーポレーションの社長から入手したグレープ時代のスケジュール表によると、1976年4月9日放送の文化放送『グレープのセイ!ヤング』最終回が、グレープとしての最後の仕事となっているとのことである。

### 解散後の二人
さだまさしは解散の後、長崎放送などへ就職活動を行ったが上手くいかず、結局解散した年の秋にシングル「線香花火」でソロ・デビューした。その後、シンガーソングライターとして1970年代後半から80年代前半にかけて「関白宣言」、「親父の一番長い日」、「道化師のソネット」、「防人の詩」などのヒット作を連発。現在に至るまで活躍を続け、近年では小説家としての活動、ドラマ出演やラジオのレギュラーパーソナリティなど、精力的に活動している。
吉田は「吉田正美と茶坊主」などの音楽活動を経て1981年にレコードディレクター/プロデューサーに転身。名前も正美から政美へと改める。SMSレコードで制作部に勤務した後、バップに入社し所ジョージなどのアルバム制作を担当。プロデューサー職を経て、最終的には管理部門に勤務。2023年には同社を退社。

### 復活
解散から15周年目の1991年には一度「レーズン」の名で再結成し、アルバムをリリースしている。なお、レーズン名義になった理由は、もう新鮮なグレープ（葡萄）ではなく、年月を経てしなびた葡萄、すなわちレーズン（干し葡萄）になったというさだの洒落からである。
また、2002年には、東名阪で行われた「さだまさしデビュー30周年記念コンサート」で、グレープとしてステージに登場した（それ以前にも、さだのデビュー10周年記念コンサートや、1991年8月6日に行なわれたさだのチャリティーコンサート「夏・長崎から'91」にグレープで出演している）。これ以降、数年間は以下のように毎年、何らかの形でグレープとしての活動を行っていたほか、結成50周年となる2022年以降にもグレープとしてライブ活動を行っている。
- 2003年4月 グレープ生誕の地、長崎にて、「グレープ帰郷」コンサートを行う
- 2004年 さだのアルバム『恋文』のうちの2曲に吉田が参加
- 2005年9月 日本武道館で行われた、さだの3333回記念コンサートに吉田が出演
- 2006年 ファンクラブ向けアリーナコンサートおよび8月6日の『夏・長崎から ファイナル』へ吉田が出演。8月5日放送のNHK番組『長崎から突然生放送! 真夏の夜もさだまさし』では、4曲をグレープで生演奏。9月リリースのさだのアルバム『美しき日本の面影』に吉田が参加。
- 2022年
  - 3月31日 - デビューの地・長崎のNBCビデオホール閉館前のさだのラストコンサートに吉田がゲスト出演、グレープとして5曲を演奏[8] 。
  - 11月3日 - 結成50周年となるこの日に、1976年に解散ライブを行った神田共立講堂での一夜限りの復活ライブを開催[9][10] 。
- 2023年
  - 2月11日 - NHKラジオ第1で08:05から09:55まで『グレープ ありがとうラジオ』に出演[11]。
  - 2月15日 - 「グレープ」名義としては47年ぶりのオリジナルアルバム『グレープセンセーション』をリリース[12] 。自身最高となるオリコン4位。
- 2025年
  - 3月31日 - 東海ラジオで「グレープのもう魔酔わない!」の放送開始[13]。

### 楽曲とヴォーカル
グレープ時代の楽曲は基本的にさだまさしが作詞・作曲しているが、数曲吉田の作品もある。なお、グレープ時代は作者がヴォーカルを務める、というシステムをとっており、吉田作品はヴォーカルも吉田である。シングル曲はすべてさだが歌っているが、レーズンとして再結成した際にリリースした「糸電話」は主部を吉田が歌いサビをさだが歌っている。当初二人ともヴォーカルを嫌がり、どちらが歌うかをジャンケンで決めることにしたところ、さだが負けたためにヴォーカルに決まったという。

## ディスコグラフィー

### シングル
- グレープ

| 枚  | 発売日         | タイトル | 収録曲                        |
| --- | -------------- | -------- | ----------------------------- |
| 1st | 1973年10月25日 | 雪の朝   | 1. 雪の朝 2. 虹がかかったら   |
| 2nd | 1974年4月25日  | 精霊流し | 1. 精霊流し 2. 哀しみの白い影 |
| 3rd | 1974年10月25日 | 追伸     | 1. 追伸 2. ひとり占い         |
| 4th | 1975年3月25日  | ほおずき | 1. ほおずき 2. 残像           |
| 5th | 1975年8月25日  | 朝刊     | 1. 朝刊 2. 交響楽             |
| 6th | 1975年11月25日 | 無縁坂   | 1. 無縁坂 2. 雲にらくがき     |

- レーズン（グレープ再結成）

| 枚  | 発売日         | タイトル | 収録曲                      |
| --- | -------------- | -------- | --------------------------- |
| 1st | 1991年10月10日 | 糸電話   | 1. 糸電話 2. 新ふるさと物語 |

### EP
7インチ 33回転盤
| 枚  | 発売日        | タイトル                                               |
| --- | ------------- | ------------------------------------------------------ |
| 1st | 1973年3月17日 | GRAPE-1 蝉時雨、紫陽花の詩 / 雪の朝、恋は馬車に乗って  |
| 2nd | 1974年9月     | グレープ 精霊流し、雪の朝 / 哀しみの白い影、ひとり占い |
| 3rd | 1975年6月     | グレープ ほおずき、追伸 / 精霊流し、雪の朝             |
| 4th | 1976年1月     | グレープ 無縁坂、朝刊 / 縁切寺、精霊流し               |

### オリジナル・アルバム
- グレープ

| 枚  | 発売日         | タイトル               |
| --- | -------------- | ---------------------- |
| 1st | 1974年8月25日  | わすれもの             |
| 2nd | 1975年5月25日  | せせらぎ               |
| 3rd | 1975年11月25日 | コミュニケーション     |
| 4th | 2023年2月15日  | グレープセンセーション |

- レーズン（グレープ再結成）

| 枚  | 発売日         | タイトル                                    |
| --- | -------------- | ------------------------------------------- |
| 1st | 1991年11月10日 | あの頃について 〜シーズン・オブ・レーズン〜 |

### ライブ・アルバム
| 枚  | 発売日        | タイトル                                      |
| --- | ------------- | --------------------------------------------- |
| 1st | 1976年2月25日 | グレープ・ライブ 三年坂                       |
| 2nd | 2005年2月23日 | グレープ・ライブ 三年坂 完全盤                |
| 3rd | 2006年3月22日 | 伝説の神田共立ライブ グレープラストコンサート |